# Шампань-сюр-Венжан
Шампа́нь-сюр-Венжа́н (фр. Champagne-sur-Vingeanne) — коммуна во Франции, находится в регионе Бургундия. Департамент коммуны — Кот-д’Ор. Входит в состав кантона Мирбо-сюр-Без. Округ коммуны — Дижон.
Код INSEE коммуны — 21135.

## Население
Население коммуны на 2010 год составляло 292 человека.
| 1962 | 1968 | 1975 | 1982 | 1990 | 1999 | 2010 |
| ---- | ---- | ---- | ---- | ---- | ---- | ---- |
| 342  | 304  | 250  | 233  | 241  | 247  | 292  |

## Экономика
В 2010 году среди 186 человек трудоспособного возраста (15—64 лет) 137 были экономически активными, 49 — неактивными (показатель активности — 73,7 %, в 1999 году было 73,6 %). Из 137 активных жителей работали 130 человек (73 мужчины и 57 женщин), безработных было 7 (6 мужчин и 1 женщина). Среди 49 неактивных 10 человек были учениками или студентами, 32 — пенсионерами, 7 были неактивными по другим причинам.